# The King of Limbs
The King Of Limbs – ósmy album studyjny angielskiej grupy rockowej Radiohead wydany 18 lutego 2011. 
Premiera albumu miała miejsce 18 lutego 2011 w internecie poprzez udostępnienie jej w formacie mp3 lub wav. 28 marca 2011 ukazał się w formie CD, oraz 9 maja 2011 planowane jest wydanie zawierające dwa 10 calowe krążki winylowe w specjalnej okładce.
Wydanie płyty zostało ogłoszone przez zespół na cztery dni przed ukazaniem się jej w internecie.
Nazwa płyty prawdopodobnie odnosi się do tysiącletniego dębu w Puszczy Savernake w hrabstwie Wiltshire. Drzewo to jest ogłowione starożytną techniką pozyskiwania drewna na ogrodzenia i drewno opałowe. Choć dąb nie pojawia się na mapach, znajduje się 3 mile (4,8 km) od Tottenham Court House, gdzie Radiohead zarejestrował część poprzedniego albumu In Rainbows.
Radiohead na swoim blogu oficjalnie opublikował pierwszy utwór z albumu, „Lotus Flower” (w formie teledysku), a 18 lutego 2011 album został oficjalnie zamieszczony w internecie.

## Lista utworów
1. „Bloom” – 5:14
2. „Morning Mr Magpie” – 4:40
3. „Little By Little” – 4:27
4. „Feral” – 3:12
5. „Lotus Flower” – 5:00
6. „Codex” – 4:46
7. „Give Up The Ghost” – 4:50
8. „Separator” – 5:20